# Bateria Chaberton
Bateria Chaberton (Bateria 515) – włoska bateria artylerii fortecznej zbudowana na początku XX wieku na szczycie góry Chaberton w Alpach Kotyjskich, w pobliżu ówczesnej granicy z Francją (obecnie na terenie Francji). Stanowiła najwyżej położoną fortyfikację w Europie. Nie była używana bojowo w czasie I wojny światowej. Podczas II wojny światowej prowadziła ostrzał pozycji francuskich w czasie włoskiego ataku na Francję w czerwcu 1940 i sama została wówczas poważnie uszkodzona.

## Opis
Na szczycie góry Chaberton w Alpach, przy ówczesnej granicy z Francją, włoska armia w latach 1899–1913 zbudowała baterię artylerii według projektu mjr. inż. Luigi Pollari Maglietta. Była to najwyżej położona fortyfikacja w całej Europie (3130 m n.p.m.). Bateria uzbrojona została w osiem armat dalekonośnych kalibru 149 mm 149/35 A, zamontowanych w kopułach pancernych na ośmiu ufortyfikowanych wieżach, umieszczonych w jednym rzędzie, w odległości 6 m od siebie. Jej cel był ofensywny, do zwalczania fortyfikacji francuskich na dużych odległościach. Bateria została zbudowana tuż za szczytem, osłaniającym ją dodatkowo od ognia przeciwnika. Wieże dział umieszczono na wykonanej z betonu podstawie, mieszczącej składy, stanowisko dowodzenia i pomieszczenia gospodarcze, a wysokość posadowienia armat wynosiła ponad 7 m. Transport do baterii ułatwiała kolej linowa.

## Użycie bojowe
Podczas I wojny światowej, w związku z przystąpieniem Włoch po stronie ententy, bateria nie była używana bojowo. W 1938 roku została włączona w skład Gwardii Granicznej (GaF) jako 515. Bateria.
W chwili przystąpienia Włoch do II wojny światowej w 1940 roku, dowódcą był kpt. Spartaco Bevilacqua, a załogę stanowiło 320 ludzi. Podczas włoskiej inwazji na Francję, bateria początkowo jedynie 17 czerwca 1940 roku ostrzelała francuski Fort de l’Olive koło wsi Plampinet, który później milczał w obawie przed grożącym mu ostrzałem. Poza tym bateria pozostała nieaktywna do 20 czerwca 1940 roku, kiedy rozpoczęła ostrzał rejonu przyszłego natarcia włoskiego w rejonie Montgenèvre – francuskie forty Janus i Gordan. 
Francuzi byli świadomi zagrożenia stwarzanego przez wysoko położoną baterię i już od 1937 roku opracowywali plany przeciwdziałania. Wiosną 1940 roku w tajemnicy zlokalizowali w rejonie Poët-Morand i Eyrette na zamaskowanych stanowiskach dwie sekcje ciężkich moździerzy Schneider kalibru 280 mm mle 1914. Wcześniejsze ich wejście do akcji uniemożliwiała mgła, lecz 21 czerwca 1940 roku ok. godziny 17 warunki poprawiły się na tyle, że francuskie moździerze podjęły ostrzał baterii, korygowany przez obserwatorów z fortów Janus i Croix de Toulouse. Na skutek ostrzału zniszczone zostało sześć z ośmiu armat i stacja kolei linowej, zginęło 9 ludzi, a 50 zostało rannych. Francuskie moździerze wystrzeliły tego dnia w ciągu trzech i pół godziny 57 pocisków.
23 czerwca dwa ocalałe działa baterii wspierały nadal atak żołnierzy włoskich na górę Chenaillet. Ostrzał francuski tym razem był niecelny z powodu mgły, podobnie 24 czerwca (wystrzelono odpowiednio 14 i 24 pociski). 25 czerwca weszło w życie zawieszenie broni. 
Szczyt wraz z pozostałościami baterii przeszedł w posiadanie Francji w wyniku ustaleń pokoju paryskiego z 1947 roku.

## Galeria

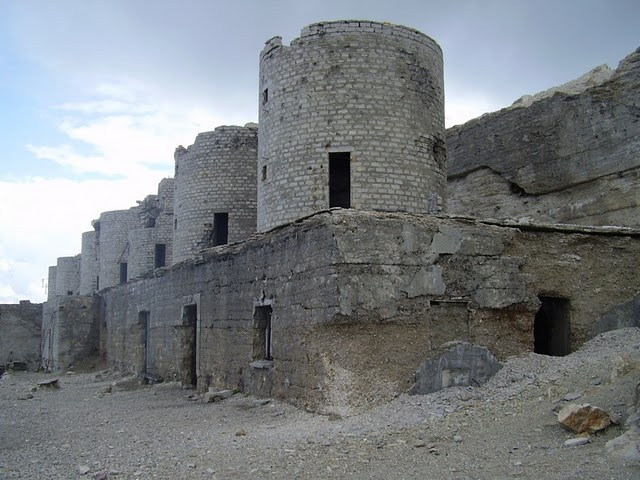
Bateria od strony włoskiej
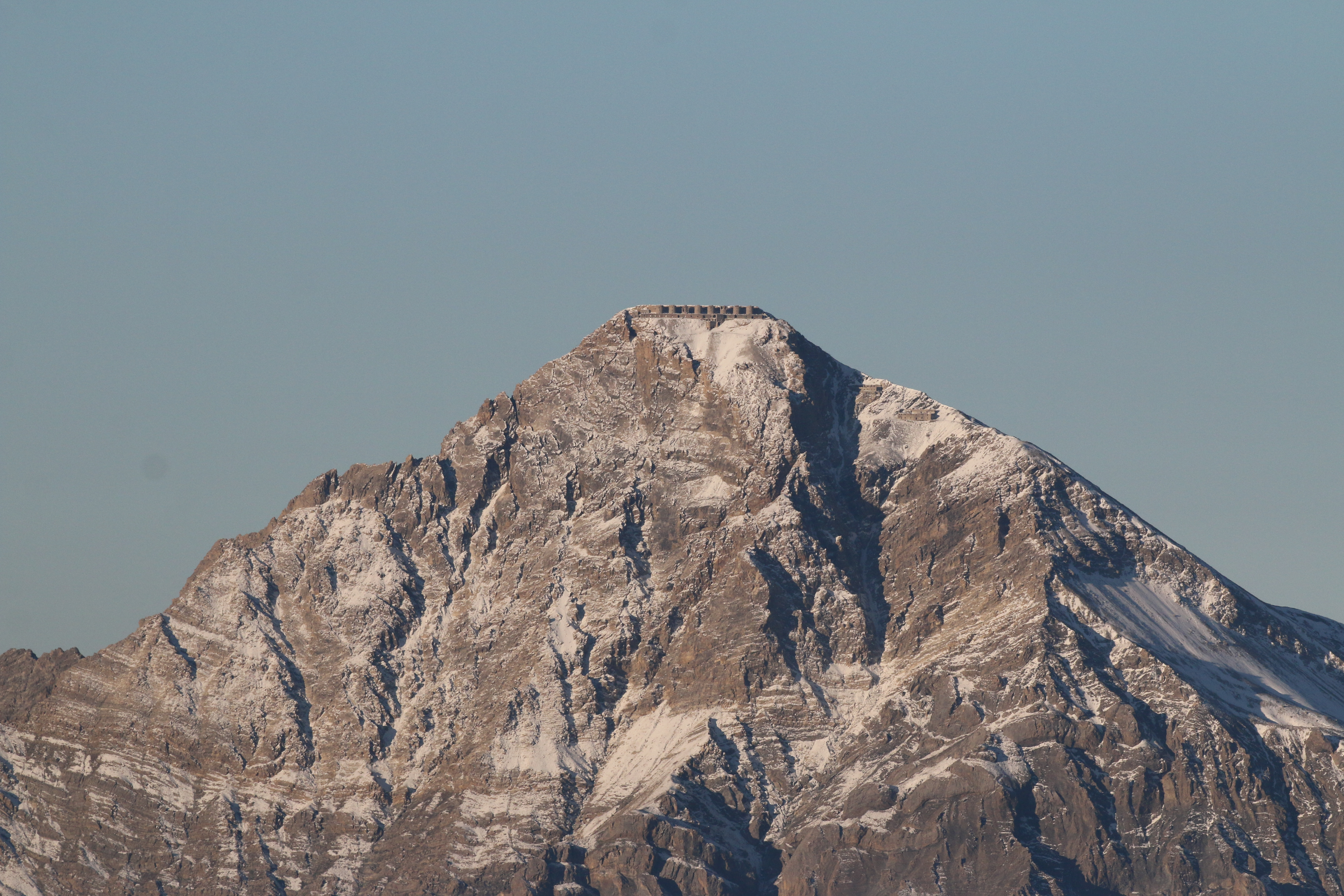
Zbliżenie szczytu od strony włoskiej
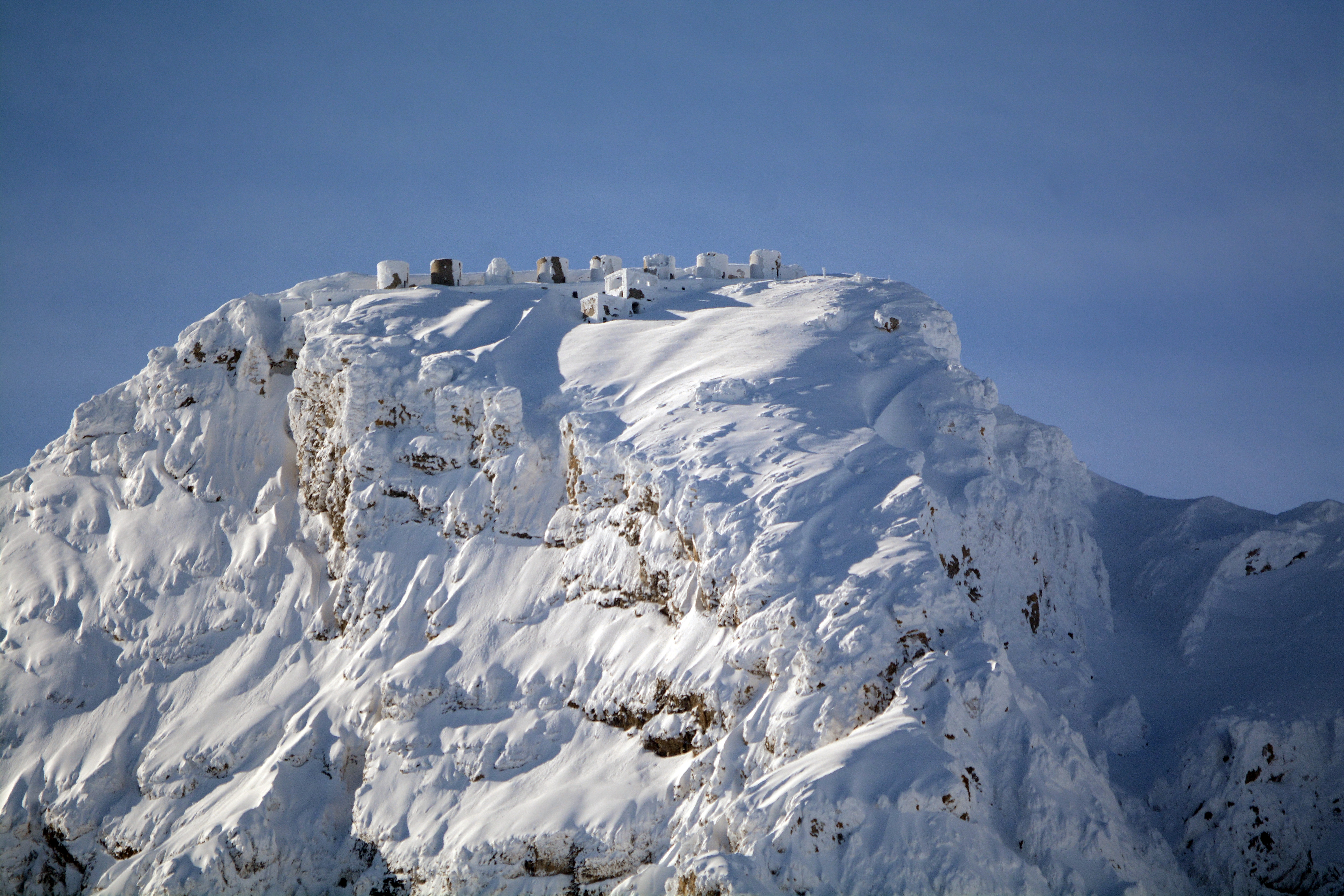
Szczyt w śniegu - dobrze widoczna stacja kolejki
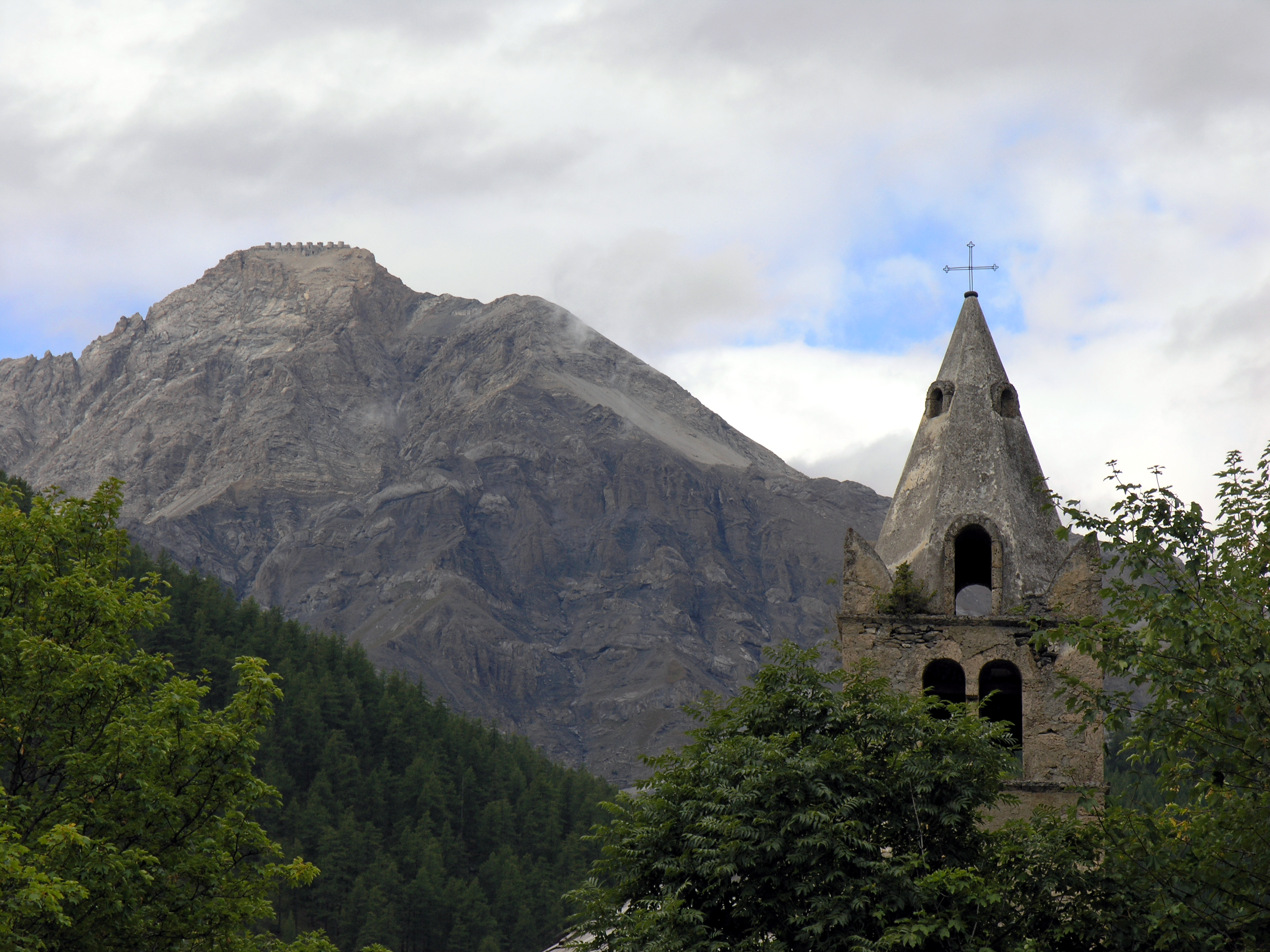
Bateria na szczycie widoczna od strony włoskiej
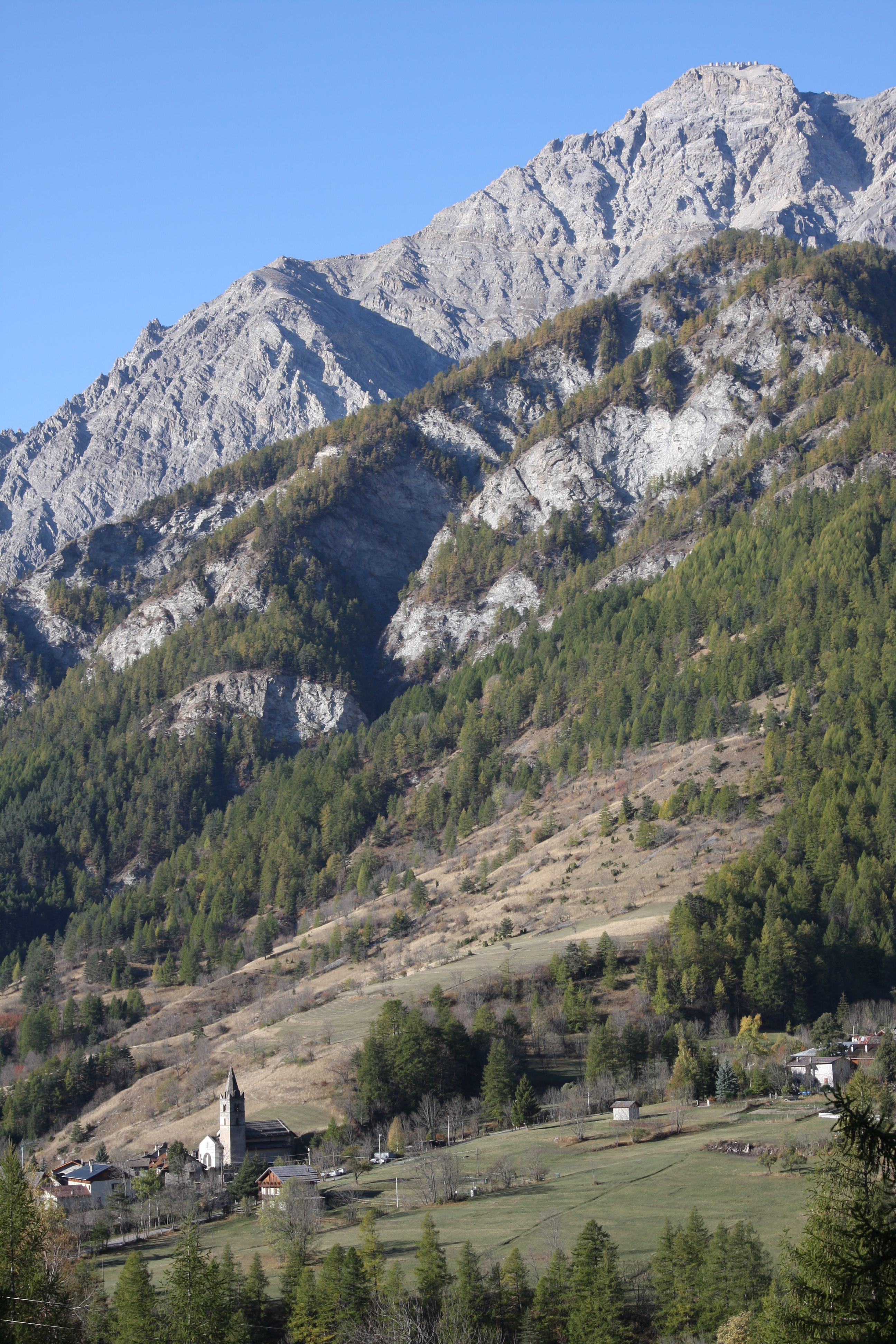
Panorama od strony włoskiej - u podnóża wioska Fenils
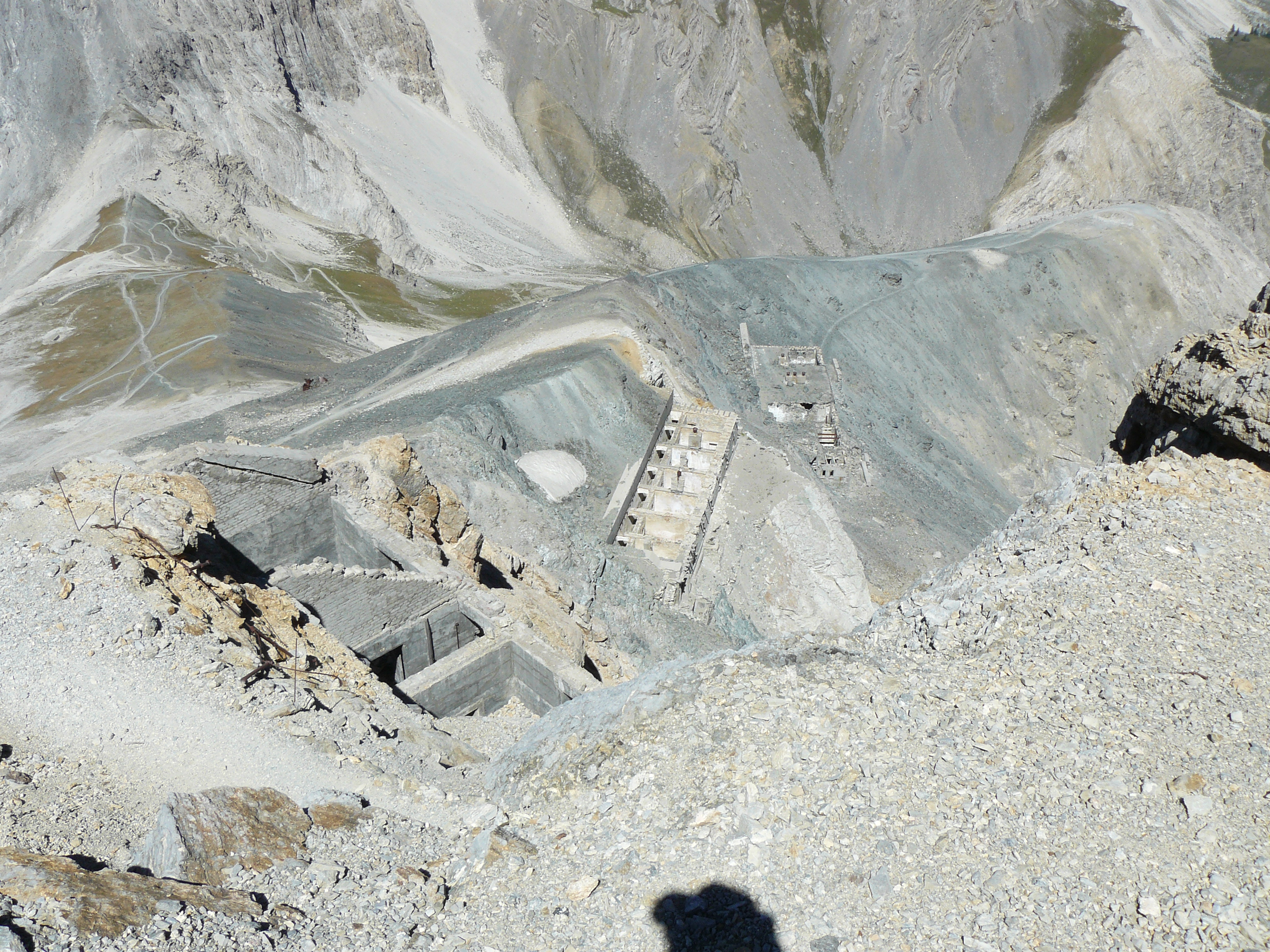
Ruiny pomieszczeń gospodarczych poniżej